# OUT LAW (ゲイビデオメーカー)
OUT LAW (アウトロー) は日本のゲイビデオメーカーである。2005年頃に設立された。レーベルには「OUT LAW」と「BOLT」があり、2006年12月に「BOLT」第一号の淫猥妄想第一章がリリースされた。「OUT LAW」としては2013年12月を最後に新作はリリースしていない（2017年8月時点）。体育会・野郎系メーカーとして定評がある。

## シリーズ・作品名
- OUT LAW
  - MA!TSU!RI!
  - 天国と地獄
  - 武勇烈伝
  - Man Quest
- BOLT
  - 淫猥妄想
  - Sun Muscle